# Игры современников
«Игры современников» (яп. 同時代ゲーム До:дзидай гэ:му) — роман Кэндзабуро Оэ, в котором автором развивается альтернативная модель истории Японии, где в противоположность унифицирующему культу императора и его божественного происхождения акцентируется мифология периферии («деревни-государства-микрокосма»), строящаяся вокруг двойственности матриарха и трикстера. Роль первого выполняет император, а второго — культурный герой Разрушитель (яп. 壊す人 Ковасу хито).
Повествование в романе ведётся в виде шести писем в Японию от находящегося в Мексике Цуюми (при рождении на него были возложены обязанности изложить мифы и предания деревни-государства-микрокосма) к его сестре-близнецу Цуюки (она должна была стать жрицей Разрушителя).
Роман был опубликован в 1979 году издательством «Синтёся» и впоследствии был переведён на испанский, русский и французский языки.
«Игры современников» считаются одним из наиболее сложных и глубоких сочинений Оэ, а сам писатель придавал роману этапное для себя значение. Идея романа появилась у Оэ в конце 1970 года, когда будучи в Индии, он узнал о самоубийстве Юкио Мисимы. Поступок последнего, как писал Оэ, побудил писателя «искать многообразную центробежную модель мира в противовес центростремительной модели — культурной схеме абсолютизма, которую продемонстрировал Юкио Мисима».
В качестве основы, определившей структуру этой художественной модели, автором была использована фреска Диего Риверы «Воскресный послеполуденный сон в парке Аламеда» (1947—1948), на которой изображена история Мексики с момента завоевания её Кортесом до современности. Как и в работе Риверы, в романе Оэ в одном месте сосуществуют различные временные пласты: прошлое, настоящее, будущее.